# Klal Israël
Klal Israël (Communauté d'Israël) est une expression utilisée par les Juifs, tous courants et origines confondus pour décrire un sens de communauté de destin et d'appartenance parmi tous les Juifs, religieux et non-religieux, en Israël ou en diaspora.